# Musik i 2011
Musik i 2011 er en oversigt over udgivelser, begivenheder, fødte og afdøde personer med tilknytning til musik i 2011.

## Begivenheder
- 12. januar var det 100 år siden Kongsberg Guttemusikkorps blev stiftet.
- 14. maj blev Eurovision Song Contest 2011 arrangeret i Düsseldorf, Aserbajdsjan blev vinderen.
- 25. maj til 8. juni blev Festspillene i Bergen arrangeret for 59. gang.
- 1 juni – 4. juni blev Skive Festival afholdt.
- 6. juni annoncerte Paul Curran at han vil fratræde sin stilling som operachef ved Den Norske Opera.[1]
- 1. juli – 3. juli blev Roskilde Festival afholdt.

## Dødsfald
| Måned   | Dag | Navn                       | Nationalitet | Erhverv                                        | Alder | Fødselsår |
| ------- | --- | -------------------------- | ------------ | ---------------------------------------------- | ----- | --------- |
| Januar  | 1.  | Flemming "Bamse" Jørgensen | Danmark      | popsanger                                      | 63    | 1947      |
| Januar  | 1.  | Charles Fambrough          | USA          | jazzbassist                                    | 60    | 1950      |
| Januar  | 4.  | Gerry Rafferty             | Skotland     | vokalist/sangskriver                           | 63    | 1947      |
| Januar  | 30. | John Barry                 | England      | komponist                                      | 77    | 1933      |
| Februar | 6.  | Gary Moore                 | Nordirland   | guitarist/vokalist/sangskriver                 | 58    | 1958      |
| Marts   | 8.  | Mike Starr                 | USA          | musiker (Alice in Chains)                      | 44    | 1966      |
| Marts   | 12. | Joe Morello                | USA          | jazztrommeslager (The Dave Brubeck Quartet)    | 82    | 1928      |
| Marts   | 15. | Nate Dogg                  | USA          | G-funk-artist/sangskriver                      | 41    | 1969      |
| Marts   | 19. | Åke Johansson              | Sverige      | jazzpianist                                    | 74    | 1937      |
| April   | 3.  | Calvin Russell             | USA          | country/roots-musiker                          | 62    | 1948      |
| April   | 4.  | Scott Columbus             | USA          | heavy metal-trommeslager                       | 54    | 1956      |
| April   | 10. | Børt-Erik Thoresen         | Norge        | viseartist og kringkastingsmedarbeider         | 78    | 1932      |
| April   | 20. | Gerard Smith               | USA          | musiker                                        | 36    | 1975      |
| April   | 22. | Eyvind Solås               | Norge        | musiker og programleder                        | 73    | 1937      |
| April   | 25. | Poly Styrene               | England      | musiker                                        | 53    | 1957      |
| April   | 27. | Dag Stokke                 | Norge        | keyboardist (TNT)                              | 44    | 1967      |
| Maj     | 27. | Gil Scott-Heron            | USA          | «hiphopens far»                                | 62    | 1949      |
| Maj     | 31. | Sølvi Wang                 | Norge        | Sanger, revyartist                             | 81    | 1929      |
| Juni    | 6.  | Nils-Bertil Dahlander      | Sverige      | jazzmusiker                                    | 83    | 1928      |
| Juni    | 3.  | Andrew Gold                | USA          | Musiker                                        | 59    | 1951      |
| Juni    | 8.  | Alan Rubin                 | USA          | trompetist, bluesmusiker (Blues Brothers Band) | 68    | 1943      |
| Juni    | 11. | Seth Putnam                | USA          | musiker                                        | 43    | 1968      |
| Juni    | 12. | Carl Gardner               | USA          | rhythm and blues-sanger (The Coasters)         | 83    | 1928      |
| Juni    | 18. | Clarence Clemons           | USA          | Saksofonist for bl.a.a Bruce Springsteen       | 69    | 1942      |
| juli    | 2.  | Paul Weeden                | USA / Norge  | Jazzgitarist                                   | 88    | 1923      |
| juli    | 9.  | Michael "Würzel" Burston   | England      | guitarist i Motörhead                          | 61    | 1949      |
| juli    | 23. | Amy Winehouse              | England      | soul-popsangerinne                             | 27    | 1983      |
| juli    | 26. | Frank Foster               | USA          | jazzsaksofonist                                | 82    | 1928      |
| juli    | 29. | Gene McDaniels             | USA          | sanger og sangskriver                          | 76    | 1935      |

## Årets album
Musikalbum fra 2011
| Artist            | Album                       | Pladeselskaber                        | Kommentar                                                              |
| ----------------- | --------------------------- | ------------------------------------- | ---------------------------------------------------------------------- |
| A-ha              | Ending on a High Note       |                                       | Undertitel: The Final Concert: Live at Oslo Spektrum December 4th 2010 |
| Lady Gaga         | Born This Way               | Streamline, Interscope, Kon Live      |                                                                        |
| Roxette           | Charm School                | EMI                                   |                                                                        |
| Paul Simon        | So Beautiful or So What     | Concord Music Group                   |                                                                        |
| Susanna Wallumrød | Jeg vil hjem til menneskene | Grappa / Musikkoperatørene (GRCD4337) | Susanna Wallumrød Synger Gunvor Hofmo                                  |
| In The Country    | Sounds and Sights           | Rune Grammofon                        | Inkludert DVD fra koncerter i Kongsberg og Oslo                        |